# Debates presidenciales de Argentina de 2023

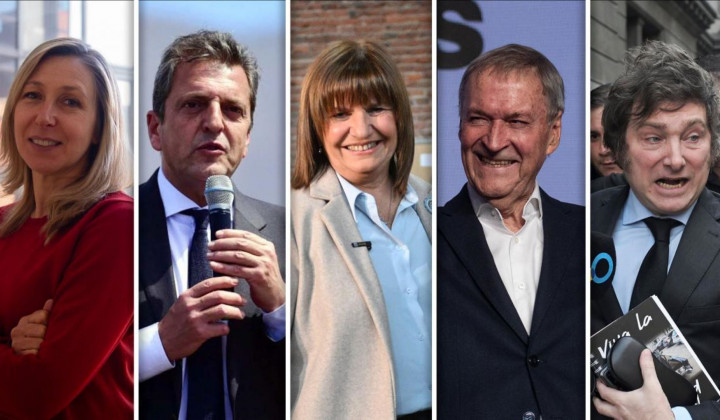
Participantes de los debates presidenciales de 2023: Myriam Bregman, Sergio Massa, Patricia Bullrich, Juan Schiaretti y Javier Milei.

Los debates presidenciales de 2023 fueron una serie de eventos obligatorios organizados por la Cámara Nacional Electoral en el marco de las elecciones presidenciales de Argentina. El primer debate se realizó el 1 de octubre en el Centro de Convenciones Provincial Forum, en la ciudad de Santiago del Estero. El segundo debate se llevó a cabo el próximo domingo 8 de octubre en la Facultad de Derecho de la Universidad de Buenos Aires (UBA), en la Ciudad de Buenos Aires, donde también tuvo lugar un tercer debate el 12 de noviembre, debido a que los resultados de las elecciones generales determinaron la realización de una segunda vuelta electoral.La Ley 27.337 establece la obligación de los candidatos a asistir a los debates y, en caso de no hacerlo, serán sancionados con el no otorgamiento de espacios de publicidad audiovisual establecidos.
Los participantes del debate fueron Javier Milei (La Libertad Avanza), Patricia Bullrich (Juntos por el Cambio), Sergio Massa (Unión por la Patria), Juan Schiaretti (Hacemos por Nuestro País) y Myriam Bregman (Frente de Izquierda y de Trabajadores-Unidad). Los ejes temáticos de economía, educación, derechos humanos y convivencia democrática se desarrollaron el 1 de octubre. Mientras que seguridad,  trabajo, producción, desarrollo humano, vivienda y protección del ambiente se debatieron el 8 de octubre. Para el tercer debate presidencial, participaron únicamente Javier Milei y Sergio Massa.
Los moderadores de la primera instancia fueron Rodolfo Barili, Evangelina Ramallo, Esteban Mirol, y Lucila Trujillo. Mientras que para el segundo encuentro fueron Marcelo Bonelli, Mariana Verón, Sergio Roulier y Soledad Larghi. En el Balotaje fueron: Luciana Geuna, Pablo Vigna, Erica Fontana y Antonio Laje. El evento fue trasmitido por todos los medios pertenecientes a la empresa pública Radio y Televisión Argentina Sociedad del Estado, siendo el principal medio la TV Pública. La señal fue puesta a disposición de forma gratuita para los medios privados que deseen transmitirlo en simultáneo.
Como novedad para este año, el 20 de septiembre se realizó un debate entre los candidatos a vicepresidente (Victoria Villarruel, Luis Petri, Agustín Rossi, Florencio Randazzo y Nicolás del Caño) organizado por el programa A Dos Voces del canal Todo Noticias. Los moderadores del mismo fueron Marcelo Bonelli y Edgardo Alfano. Los temas tratados fueron inflación, trabajo, rol del Estado, conflictividad social, política de seguridad, defensa, justicia y economía. Un nuevo debate entre candidatos a vicepresidente se realizó el día 8 de noviembre entre Rossi y Villarruel, nuevamente organizado por A Dos Voces y moderado por Bonelli y Alfano.

## Debates obligatorios

### Organización

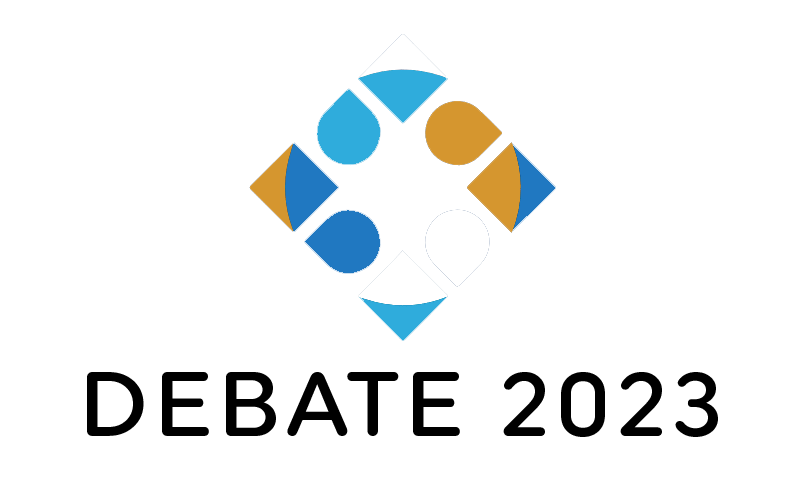
Logotipo oficial.

Los debates presidenciales son obligatorios en Argentina desde la sanción de la ley 27.337 en noviembre de 2016. La ley establece la realización de dos debates con anterioridad a la primera vuelta electoral y uno adicional en caso de una segunda vuelta. Todos los debates serán transmitidos exclusivamente por la Televisión Pública, a diferencia de los anteriores en donde todos los canales de aire y las señales de noticias tomaron la señal.
La Cámara Nacional Electoral conformó un Consejo Asesor plural integrado por organizaciones del ámbito académico y de la sociedad civil, tal como indica la Ley 27.337. La CNE con asesoramiento del Consejo Asesor del Debate Presidencial realiza sugerencias en cuanto a las áreas temáticas, criterios de moderación y dinámica de los debates que se ponen a disposición de los candidatos para que acuerden el reglamento en la audiencia pública y se realicen los sorteos correspondientes en cuanto al orden de exposición y moderadores en cada debate.

### Cronograma
Para las elecciones generales, el debate es constituido por dos etapas: la primera, llevada a cabo el 1 de octubre de 2023 en el Centro de Convenciones y Exposiciones Fórum, a cargo de la Universidad Nacional de Santiago del Estero en la ciudad de Santiago del Estero; y la segunda, realizada el 8 de octubre en el Salón de Actos de la Facultad de Derecho de la Universidad de Buenos Aires, en la ciudad de Buenos Aires.

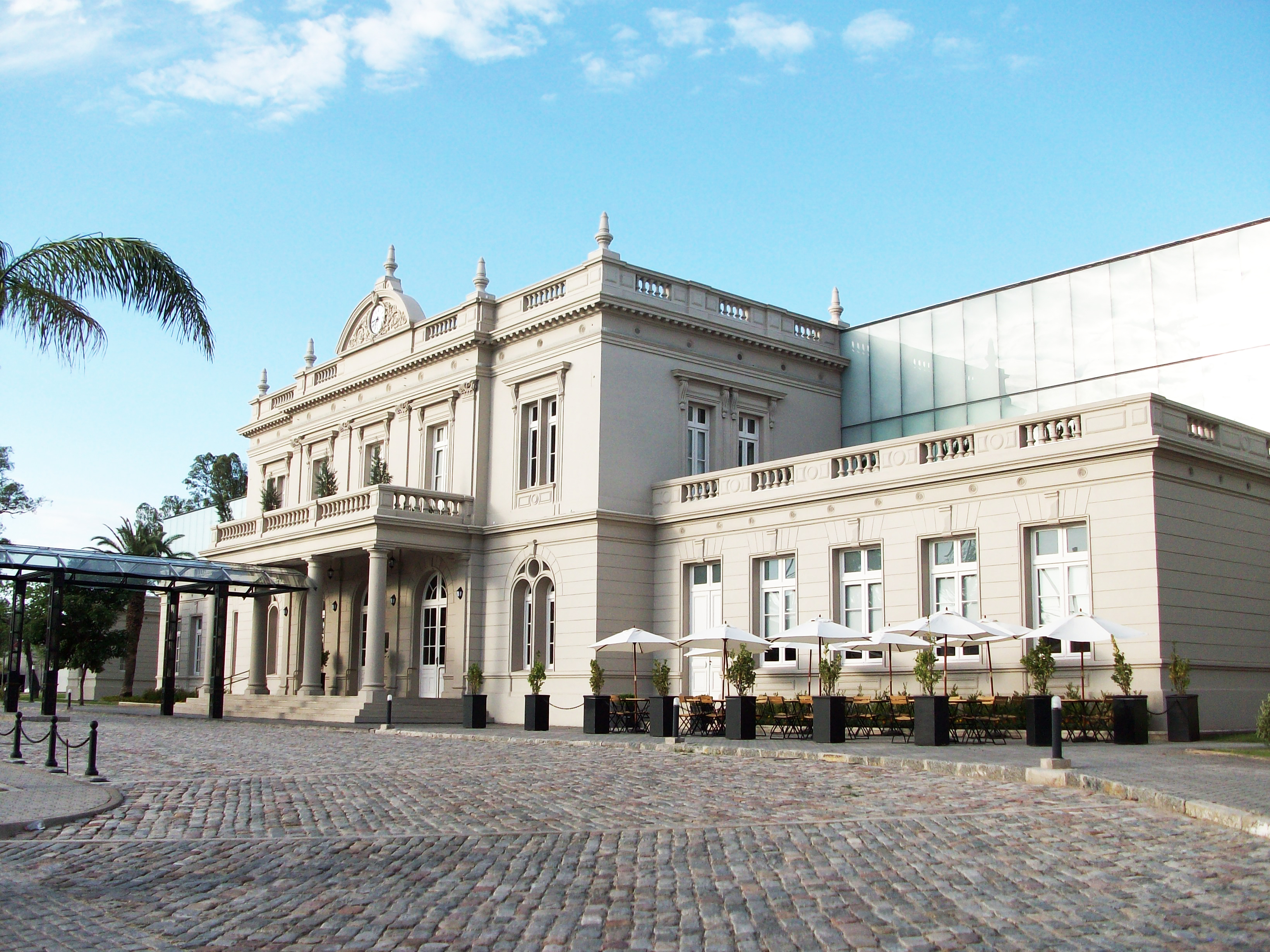
Fachada principal de Fórum provincial, en la ciudad de Santiago del Estero, sede del primer debate.

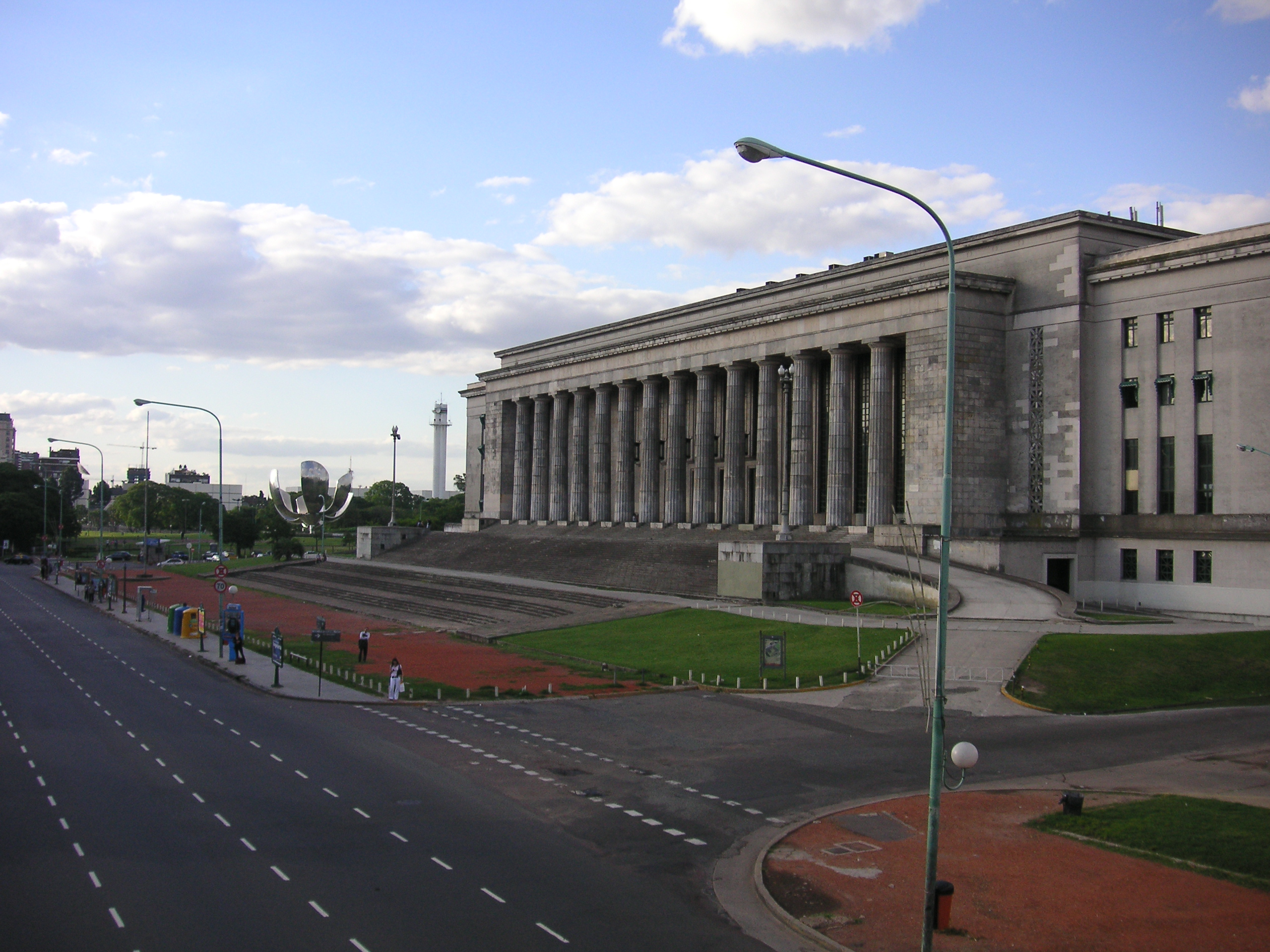
Fachada de la Facultad de Derecho de la UBA, en la Ciudad de Buenos Aires, sede del segundo y tercer debate.

Al haber en esta elección un balotaje, se realizó un debate adicional el 12 de noviembre de 2023 en la Facultad de Derecho de la Universidad de Buenos Aires, en la ciudad de Buenos Aires. Dicho debate se canceló en 2019 a raíz del triunfo de la fórmula Alberto Fernández-Cristina Fernández de Kirchner en las elecciones generales de ese año.

### Participación ciudadana
Además de los ejes temáticos establecidos por la Cámara Nacional Electoral (CNE), se realizó una votación abierta para incluir dos temas adicionales a tratar en los bloques temáticos. La votación se llevó a cabo entre el 14 y el 16 de septiembre mediante un formulario en línea en el que pudieron participar todos los electores habilitados para votar y que no estuvieran involucrados en el debate presidencial, incluyendo autoridades del CNE, Consejo Asesor y moderadores. Los dos temas más votados fueron: Derechos humanos y convivencia democrática, que se tratará en el primer debate del 1 de octubre y Desarrollo humano, vivienda y protección del ambiente, que se tratará en el segundo debate del 8 de octubre.
     Temas incluidos para debatir
| Tema                                                  | Resultado |
| ----------------------------------------------------- | --------- |
| Derechos Humanos y Convivencia Democrática            | 57,94%    |
| Desarrollo Humano, Vivienda y Protección del Ambiente | 18,60%    |
| Salud                                                 | 6,82%     |
| Justicia, Instituciones y Transparencia               | 6,62%     |
| Relaciones de Argentina con el Mundo                  | 5,53%     |
| Federalismo y Desarrollo Regional                     | 3,35%     |
| Defensa                                               | 1,14%     |
|                                                       |           |
| Fuente: CNE Participación Ciudadana                   |           |

### Participantes

#### Primer y segundo debates presidenciales
Participaron en el primer y segundo debate presidencial aquellos candidatos a presidente que superaron las Elecciones Primarias, Abiertas, Simultáneas y Obligatorias (PASO) del 13 de agosto.
| Alianza | Alianza                                        | Candidato | Candidato         | Cargo actual/más reciente                           |
| ------- | ---------------------------------------------- | --------- | ----------------- | --------------------------------------------------- |
|         | La Libertad Avanza                             |           | Javier Milei      | Diputado de la Nación por la Ciudad de Buenos Aires |
|         | Unión por la Patria                            |           | Sergio Massa      | Ministro de Economía de la Nación                   |
|         | Juntos por el Cambio                           |           | Patricia Bullrich | Ninguno (Ministra de Seguridad de 2015 a 2019)      |
|         | Hacemos por Nuestro País                       |           | Juan Schiaretti   | Gobernador de la Provincia de Córdoba               |
|         | Frente de Izquierda y de Trabajadores - Unidad |           | Myriam Bregman    | Diputada de la Nación por la Ciudad de Buenos Aires |

#### Tercer debate presidencial
Participaron en el tercer debate presidencial aquellos candidatos que llegaron a la segunda vuelta o balotaje.
| Alianza | Alianza             | Candidato | Candidato    | Cargo actual/más reciente                           |
| ------- | ------------------- | --------- | ------------ | --------------------------------------------------- |
|         | La Libertad Avanza  |           | Javier Milei | Diputado de la Nación por la Ciudad de Buenos Aires |
|         | Unión por la Patria |           | Sergio Massa | Ministro de Economía de la Nación                   |

Tras el pobre desempeño de Javier Milei en el debate acusó a su rival de poner "tosedores" para distraerlo. Milei tuvo varios episodios semejantes desde que saltó a la palestra. Tras el debate de la segunda vuelta de 2023, en el que tuvo una paupérrima performance, el entonces candidato libertario salió a poner excusas: culpó a un sector del público presente en las tribunas de hacer "un coro de tos" para desconcentrarlo y acusó a Sergio Massa de haber organizado una trama con “un conjunto de psicólogos” para sacarlo "de las casillas". Asegurado que había un complot en su contra para hacerlo perder en sus ideas.